# NGC 1052
NGC 1052 је елиптична галаксија у сазвежђу Кит која се налази на NGC листи објеката дубоког неба.
Деклинација објекта је - 8° 15' 17" а ректасцензија 2h 41m 4,6s. Привидна величина (магнитуда) објекта NGC 1052 износи 10,5 а фотографска магнитуда 11,5. Налази се на удаљености од 19,707 милиона парсека од Сунца. NGC 1052 је још познат и под ознакама MCG -1-7-34, IRAS 02386-0828, PGC 10175.